# Saint-Sulpice (Puy-de-Dôme)
Saint-Sulpice település Franciaországban, Puy-de-Dôme megyében. Lakosainak száma 85 fő (2022. január 1.). Saint-Sulpice Avèze, Bourg-Lastic, Briffons, Lastic, Messeix, Saint-Julien-Puy-Lavèze és Saint-Sauves-d’Auvergne községekkel határos.

## Népesség
A település népessége az elmúlt években az alábbi módon változott:
| Lakosok száma | 90   | 87   | 93   | 87   | 86   | 85   | 84   | 84   | 85   |
|               | 2013 | 2015 | 2016 | 2017 | 2018 | 2019 | 2020 | 2021 | 2022 |